# Батищев, Станислав Михайлович
Станислав Михайлович Батищев (10 июля 1940, Кривой Рог, Днепропетровская область — 22 мая 2011, Донецк) — советский тяжелоатлет, многократный призёр чемпионатов СССР, Европы и мира, рекордсмен мира в жиме. Заслуженный мастер спорта СССР (1973).

## Биография
Родился 10 июля 1940 года в городе Кривой Рог.
Окончил Криворожский горнорудный институт.
Воспитанник криворожской школы тяжелоатлетов, тренировался у Зиновия Архангородского, член клуба «600».
Начал серьёзно заниматься тяжёлой атлетикой в 1956 году под руководством Владимира Самарова. Во второй половине 1960-х и первой половине 1970-х годов был одним из сильнейших атлетов СССР и мира, но из-за высокой конкуренции в супертяжёлом весе постоянно проигрывал борьбу за первые места как на союзных так и на международных соревнованиях Леониду Жаботинскому и Василию Алексееву. Наиболее близок к завоеванию мирового и европейского золота был на чемпионате мира и Европы 1969 года, где Леонид Жаботинский снялся с соревнований в толчке. Однако, на этих соревнованиях уступил американцу Джозефу Дьюбу и бельгийцу Сержу Редингу (второму лишь по собственному весу).
Будучи по профессии техником-металлургом, на протяжении многих лет жил и работал в Кривом Роге, а потом в Донецке. Был тренером-методистом донецкой спортивной школы тяжёлой атлетики профсоюзов, которая носила его имя.
Умер 22 мая 2011 года в Донецке, где и похоронен.